# Апостол воєвода

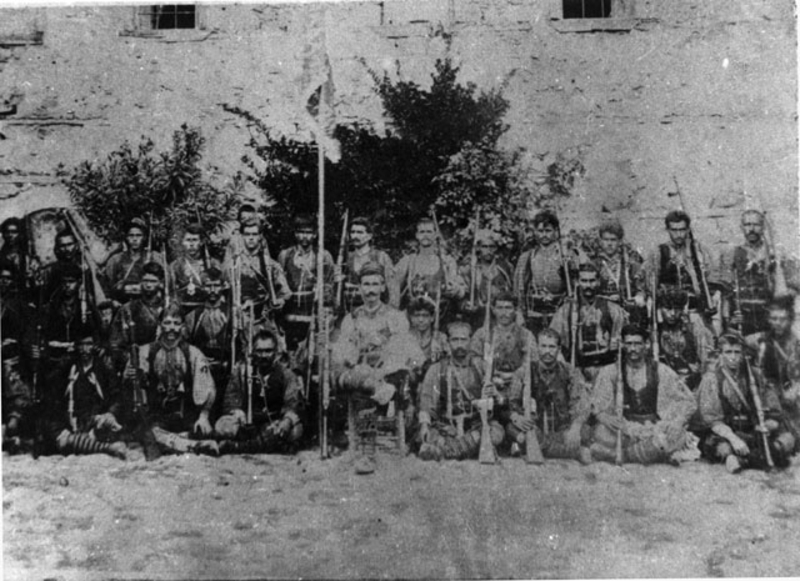
Чета Апостола Войводи, зліва від нього сидить у першому ряду Виндо Гьошев

Апо́стол воєво́да (також відомий як Апостол войвода, Апостол Боймички або Постол войвода, а серед народних мас як Еніджевардарське сонце болг. Ениджевардарското слънце) — відомий болгарський і македонський революціонер, який боровся проти османського іга на Балканах, гайдук, воєвода, один з видатних осіб Внутрішньої македонсько-одринської революційної організації (ВМОРО), військовий лідер у Солуньському революційному окрузі.

## Життєпис

### Народження і походження
Народився 6 травня 1869 року у селі Аксіуполь (нині Боймиця), яке дало назву цілій місцевості Боймія. Був хрещений як Апостол Петков Терзиєв. Походив з славетного гайдуцького роду Терзиєвих. Старший його брат Митре Терзиєв був відомим гайдуком, молодший Тано Терзиєв і двоюрідний брат Андон Терзиєв загинули як четники ВМОРО. Є твердження, що керівник грецького загону в Македонії, проти якого воювала чета Апостола, Гоно Йотов є його старшим двоюрідним братом.

### Початок революційної діяльності
Відомо, що Апостол Терзієв залишився неписьменним і спочатку працював доглядачем на залізничній лінії Салоніки-Скоп'є, але у 1892 році повстав проти османів, разом з своїм братом Тано і ще трьома повстанцями став гайдукувати у горах поблизу Еніджевардарського озера в Центральній Македонії.

### У рядах ВМОРО
У 1897 році Даме Груєв, один з лідерів ВМОРО, який з метою організації революційних загонів об'їзжав ці місцевості, зустрівся з Апостолом і ще декількома лідерами гайдуків, і в той же день духовник ВМОРО, отець Танче Стаматов посвятив їх у четники цієї організації. Після того, як Апостол разом з іншими гайдуками викрив і вбив декілька підозрюваних шпигунів, 15 вересня 1897 року їх влада поставила поза законом, а самі гайдуки перейшли на суворе нелегальне положення. За короткий час чета значно збільшила свій склад і створила багато проблем у районі своєї дії для османської влади.

## Діяльність воєводи
Апостолу вдалося залучити до організації і більшість так званих «грекоманських» болгар, які поступово відмовилися від сповідування еллінізму і навіть прийняли верховенство Екзархату. До 1903 року «грекомани» залишилися лише у декількох населених пунктах. Апостол також створив біля Еніджевардарського озера мережу хатин, які служили притулком для його чети. До Илінденського повстання Апостол провів численні кровопролитні бої (у тому числі, і водні на теренах Еніджевардарського озера) з османськими загонами. Не завжди вони були успішними — так у 1902 році біля села Крива загін був виданий місцевими «грекоманами», і в битві з османськими військами загинули багато четників, зокрема і брат Апостола Тано. Є думки, що у діяльності Апостола не все було гладко. Вважають, що центральний комітет ВМОРО у цей період втратив довіру до нього, через те, що взявши викуп за полоненого його четою багатого османа, він спробував гроші залишити в четі. Також існують підозри, що Апостол через заздрість отруїв до смерті одного з відомих і успішних четників ВМОРО — Павле Коніковски. Хоча останнє є дуже спірним.
Апостол воєвода швидко став лідером у регіональній революційній мережі, істинним захисником болгар в регіоні, за що він отримав від них національне визнання як «Еніджевардарське сонце». Його сучасник, революціонер і письменник Христо Силуянов писав:
Населення настільки прив'язалось до свого воєводи-батька, що йому присвятили не одну пісню і увінчали найбільш виразним ім'ям — Еніджевардарське сонце — сонце, яке прорізає своїми променями темряву їх рабської неволі та зігріває їх серце солодкою надією
Апостол був одним з активних діячів Ілінденського повстання 1903 року. На початку його він розділив свою чету на декілька дрібніших, таким чином, отримавши більш мобільні військові однинці, які мали діяти за принципом «вжалив. швидко відлетів. заховався». 9 вересня 1903 року Апостол разом з тільки 63 четниками дав бій османсько-грекоманському загону, який був значно чисельніше, вдало його розбив, втративши вбитим лише одного свого гайдука. Наприкінці невдалого повстання Апостол ще продовжував успішні бойові дії. У жовтні 1903 року він об'єднав свій зігін з четою Іванчо Карасуліяти. Лише з 130 четниками вони вели вдалі численні бої проти османського карального загону чисельністю у 1 300 вояків.
Після подавлення повстання Апостол був змушений відійти до Болгарії, але вже у лютому 1904 року повернувся до району свого гайдуцтва, де почав активно відновлювати революційну боротьбу. на заваді йому були не тільки османи, але й піднялі голову грекомани та греки, які співробітничали з османами (так звані болг. андарти). Апостол на шляхах поблизу Еніджевардарського озера встановлював шибениці, на яких вішав зрадників. Боротьба йшла з перемінним успіхом. Так 1 березня 1905 року загони Апостола і Сави Михайлова були оточені в невеликому селі османськими військами і башибузуками. Через 5 годин кривавої битви загинуло 40 повстанців, Сава Михайлов через тяжке поранення здійснив самогубство. Апостол був поранений у п'яту і зміг за допомогою одного з своїх четників втекти. Османи пустили хибну новину про нібито смерть Апостола воєводи. Цей бій в очах османської влади мав таке значення, що за нього були нагороджені всі учасники битви медалями, акціями і грошима.

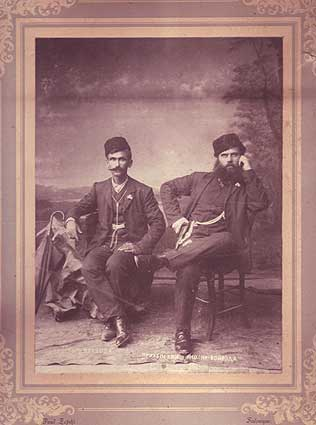
Апостол воєвода і відомий колоритний гайдук Тане Николов.

Апостол швидко оговтався, відновив свою чету і трохи пізніше дав найбільший «морський бій» османській армії і грецьким загонам на Еніджевардарському озері. Влітку 1906 року Апостол мав численні сутички з різними загонами грецьких андартів. Часто результати були вдалі для Апостола. Так він спалив грецьке селище Ніссі, часто розбивав андартів, в тому числі, й на озері у «морських» боях. Одного разу він вщент розбив такий загін, взяв у полон його командира і повісив за численні злочини проти селян.
Слава Апостола воєводи досягла Стамбула. Султан Абдул-Гамід II особисто відправив свого родича задля дачі хабара у 20 000 османських лір воєводі, аби він відмовився від подальшої боротьби. Після невдач з хабарем турецький уряд посилив військовий натиск на Апостола, проводив репресії проти його помічників серед селян, підтримав грекоманів і андартів. У цей час і грецький консул у Салоніках без успіху намагався перетягнути його на грецьку сторону.
Про увагу до Апостола свідчить і той факт, що у 1906 році американський журналіст Альберт Соніксен побував у Апостола Войводи у його четі поблизу від Еніджевардарського озера і описав його історію життя у своїй книзі «Сповідь одного македонського четника».

## Останні роки
У 1907 році тиск андартів і османських військ у районі Еніджевардарського озера став настільки непереборним, що Апостол був змушений звідти піти. Після революції молодотурків 1908 року Апостол спочатку відмовився легалізуватися, і тільки після трьох днів перемовин з Енвер-пашою Апостол згодився скласти зброю. Але незабаром Апостол розчарувався в політиці молодотурків, і через острах бути зрадницьки вбитим, виїхав до Болгарії. 4 травня 1910 року Апостол взяв участь у заснуванні Болгарської народної македонсько-одринської революційної організації і був вибраний членом Головного її комітету. У 1910 році він знову перейшов на нелегальне положення, відновив революційну діяльність і увійшов знову з четою до Македонії.
2 серпня 1911 року Апостол ще з двома реводюціонерами був убитий біля села Крушари поблизу від Еніджевардарського озера. Існують дві версії його смерті — по одній він був убитий з побратимами в битві з турецькою жандармерією, згідно другої — зрадник грекоман отруїв їх. Після отруєння начебто їх поклали у домовини та інсценували їх загибель у бою. Поховали Апостола у Яніні.

## Пам'ять про воєводу
Про легендарного Апостола воєводу було складено багато пісень та оповідок. Він є одним героів болгарського фільму «Міра за міру (болг. Мера според мера)» (1981 р.), головну роль в якому виконав Григор Вачков. У різних населених пунктах Болгарії (Софія, Пловдив, Равда) є вулиці, які носять ім'я Апостола Петкова Войводи, так само, як і різні македонські товариства, зокрема, в Асеновграді, Несебирі.